# Carla og Vilhelm Hansen
 Der er flere personer med dette navn, se Vilhelm Hansen.
Carla Hansen (født Jensen 19. september 1906 i København, død 6. december 2001 smst) var en dansk forfatter. Hun skabte sammen med sin mand Vilhelm Hansen (født 6. maj 1900 i København, død 3. december 1992 smst), der var en dansk tegner og illustrator, tegneserien om Rasmus Klump.
Tegneserien startede som avisstribe i Danmark, men blev hurtigt udbredt til andre lande. I 1952 tegnede og skrev parret deres første bog med titlen Rasmus Klump bygger skib. Bogen er blevet trykt på ny flere gange, senest i 2003.
Der er i Danmark udkommet over fyrre bøger med Rasmus Klump og hans venner skrevet og tegnet af Carla og Vilhelm Hansen.
Carla og Vilhelm Hansen boede det meste af deres voksne liv på Jagtvej i København, men ligger begravet i Århus.